# 지브라 테크놀로지스
지브라 테크놀로지스(Zebra Technologies) 또는 지브라 테크놀로지스 코퍼레이션(Zebra Technologies Corporation)은 실시간 감지, 분석 및 행동에 사용되는 기술을 전문으로 하는 미국의 모바일 컴퓨팅 회사이다. 이 회사는 마킹, 추적 및 컴퓨터 인쇄 기술을 제조 및 판매한다. 해당 제품에는 모바일 컴퓨터 및 태블릿, 소프트웨어, 열 바코드 라벨 및 영수증 프린터, RFID 스마트 라벨 프린터/인코더/고정 및 휴대용 리더/안테나, 자율 이동 로봇(AMR) 및 머신 비전(MV), 고정 산업용 스캐닝 하드웨어 및 소프트웨어를 포함한다.